# Auguste Bérard (Marineoffizier)
Auguste Bérard (* 24. Februar 1796 in Montpellier, Frankreich; † 6. Oktober 1852 in Toulon, Frankreich) war ein französischer Marineoffizier und Forschungsreisender, der an bedeutenden Forschungsreisen im Südpazifik und in der Arktis teilnahm.

## Biografie
Bérard wurde in Montpellier geboren und trat 1812 in die französischen Marine ein. Er besuchte bis 1815 die Marineschule in Toulon und nahm 1816 als Seekadett an Bord der Chevrette unter Kapitän Gantier-Duparc an einer hydrographischen Expedition im südlichen Mittelmeer teil.
Auf der Chevrette traf er bereits mit Jules Dumont d’Urville (zu dieser Zeit Fähnrich) sowie mit Charles Jacquinot und Victor Lottin zusammen.
Von 1817 bis 1820 begab er sich mit Louis Claude de Saulces de Freycinets auf der Uranie auf eine erste Forschungsreise um die Welt. Von 1822 bis 1825 unternahm er dann eine weitere Weltreise mit Louis-Isidore Duperrey, auf der er für die Forschungsarbeiten bezüglich Hydrographie und Physik verantwortlich war.
In der Folge nahm er auf französischer Seite im griechischen Unabhängigkeitskrieg teil und kämpfte am 20. Oktober 1827 in der Schlacht von Navarino. 1830 war er bei der Eroberung von Algier eingesetzt, wo er verwundet wurde. Anschließend kartierte er von 1831 bis 1833 die Küsten Algeriens, bevor er nach Mexiko aufbrach, wo er an Bord der Voltigeur wiederum die hydrografische Vermessung an den Küste der Provinz Veracruz durchführte. Seine Vermessungen ermöglichen die Eroberung von San Juan de Ulúa durch Charles Baudin im November 1839.
1839 zum Kapitän befördert leitete ab 1842 die Marinestation Neuseelands auf der Korvette Rhin und hatte den Auftrag, französische Missionare, Händler und Walfänger zu schützen und seine hydrographischen und astronomischen Beobachtungen fortzusetzen.
Als Korrespondierendes Mitglied der Académie des sciences befasste er sich besonders mit der Gründung einer französischen Kolonie in Akaroa und unterstützte den Bau einer Kapelle für Pater Jean-Baptiste Pompallier.
Letztlich wurde dieser Kolonisierungsversuch aber nicht weiter verfolgt und Bérard erhielt 1845 den Auftrag, die die Missionsbemühungen in Neukaledonien voranzutreiben. Er ankerte im Oktober dieses Jahres in Balade und unterstützte die Missionstätigkeiten von Pater Guillaume Douarre, indem er Kleidung, Lebensmittel, Werkzeuge und Gegenstände für den Tauschhandel lieferte. Seine Besatzung baute in dieser Zeit eine Holzkapelle.
Letztlich führten diese Tätigkeiten dazu, dass der lokale Herrscher von Pouébo die missionarische Tätigkeiten ebenfalls unterstützte.
Im Juli 1846 kehrte Bérard nach Frankreich zurück und trat in das Dépôt des cartes et plans der Marine ein. Als Konteradmiral wurde er 1848 Hafenkommandant von Toulon.
Seine ethnologischen Sammlungen werden an der Universität Montpellier aufbewahrt.

## Veröffentlichung
- Description nautique des côtes des possessions françaises dans le nord de l’Afrique, 1837
- Campagne de l’Alcmène en Océanie, 1854

## Ehrungen
- Eine Straße in Montpellier wurde nach ihm benannt.
- Ritter (2. Oktober 1830), Offizier (1. Januar 1835), dann Kommandeur der Ehrenlegion (29. Oktober 1846).[1]
- Die Stadt Aïn Tagourait in Algerien trug Bérards Namen während der französischen Kolonialzeit.
- Eine Walgattung, der Berardius, wurde ihm zu Ehren benannt.